# Episodi di Der Kommissar (quinta stagione)
La quinta stagione della serie televisiva Der Kommissar è stata trasmessa in anteprima in Germania Ovest dalla ZDF tra il 12 gennaio 1973 e il 28 dicembre 1973.
| nº | Titolo originale                              | Titolo italiano | Prima TV Germania Ovest | Prima TV Italia |
| -- | --------------------------------------------- | --------------- | ----------------------- | --------------- |
| 1  | Rudek                                         |                 | 12 gennaio 1973         |                 |
| 2  | Tod eines Hippiemädchens                      |                 | 2 febbraio 1973         |                 |
| 3  | Das Komplott                                  |                 | 23 febbraio 1973        |                 |
| 4  | Schwarzes Dreieck                             |                 | 16 marzo 1973           |                 |
| 5  | Der Tod von Karin W.                          |                 | 6 aprile 1973           |                 |
| 6  | Die Nacht, in der Basseck starb               |                 | 27 aprile 1973          |                 |
| 7  | Der Geigenspieler                             |                 | 18 maggio 1973          |                 |
| 8  | Ein Funken in der Kälte                       |                 | 8 giugno 1973           |                 |
| 9  | Sonderbare Vorfälle im Hause von Professor S. |                 | 21 settembre 1973       |                 |
| 10 | Ein Mädchen nachts auf der Straße             |                 | 5 ottobre 1973          |                 |
| 11 | Sommerpension                                 |                 | 2 novembre 1973         |                 |
| 12 | Herr und Frau Brandes                         |                 | 30 novembre 1973        |                 |
| 13 | Tod eines Buchhändlers                        |                 | 28 dicembre 1973        |                 |

## Ein Mädchen nachts auf der Straße
- Diretto da:
- Scritto da:

### Trama
Viene ritrovata morta una ragazza, nel letto di casa sua, coinvolta in un incidente stradale tempo prima.
- Guest star: Curd Jurgens

### Colonna sonora
- Sylvia Robinson, Pillow Talk
- Carlos Santana, Oye como va
- Status Quo, Softer Ride

## Tod eines Buchhändlers
- Diretto da:
- Scritto da:

### Trama
Un uomo marito di una moglie maltrattata viene ritrovato morto nel fiume Isar.
- Guest star: Pierre Franckh, Judy Winter

### Colonna sonora
- Temptations, Masterpiece
- Joe Cocker, She Came In Through The Bathroom Window